# Lesestein (Geomorphologie)
Lesesteine sind, allgemeinsprachlich und in den Geowissenschaften, auf Wiesen, Weiden und Äckern liegende Steine und Blöcke, die keine Verbindung zum anstehenden Gestein haben. 

## Begriff
Lesesteine wurden durch die Verwitterung aus dem Gesteinsverband gelockert und durch die Erosion oder durch bodenmechanische Vorgänge, aber auch durch die Bodenbearbeitung an die Erdoberfläche gebracht. Da sie die Bodenbearbeitung stören und die Produktivität der bearbeiteten Fläche mindern, werden sie durch Ablesen beseitigt und an Feldrändern gesammelt oder abgefahren. In besonders steinreichen Gegenden werden sie zu Lesesteinhaufen, Lesesteinwällen oder Trockenmauern aufgeschichtet.
Da durch die fortschreitende Bodenerosion und durch Auffrieren (vor allem in den eiszeitlichen Lockergesteinen) laufend neue Steine an die Erdoberfläche kommen (umgangssprachlich: nachwachsen), muss das Ablesen wiederholt werden.

## Geologie
Geologen nutzen Lesesteine für die geologische Kartierung in weitgehend ebenem Gelände ohne Aufschlüsse. Durch die statistische Verteilung der verschiedenen Gesteinsarten, aus denen die Lesesteine bestehen, kann auf das unterhalb des Bodens jeweils anstehende Gestein geschlossen werden. Diese Methode nennt sich Lesesteinkartierung.

## Naturschutz und Biotope
Lesesteinhaufen und -wälle aus Lesesteinen gelten als seltene und wertvolle Lebensräume und sind daher regional naturschutzrechtlich geschützt (z. B. Schleswig-Holstein und Brandenburg), da sie wichtige Lebensräume für Kriechtiere, Insekten, kleine Säugetiere und Pflanzen sind. Oftmals entwickelt sich aus einem Lesesteinhaufen auch ein kleines Gehölz oder Gebüsch.

Lesesteine
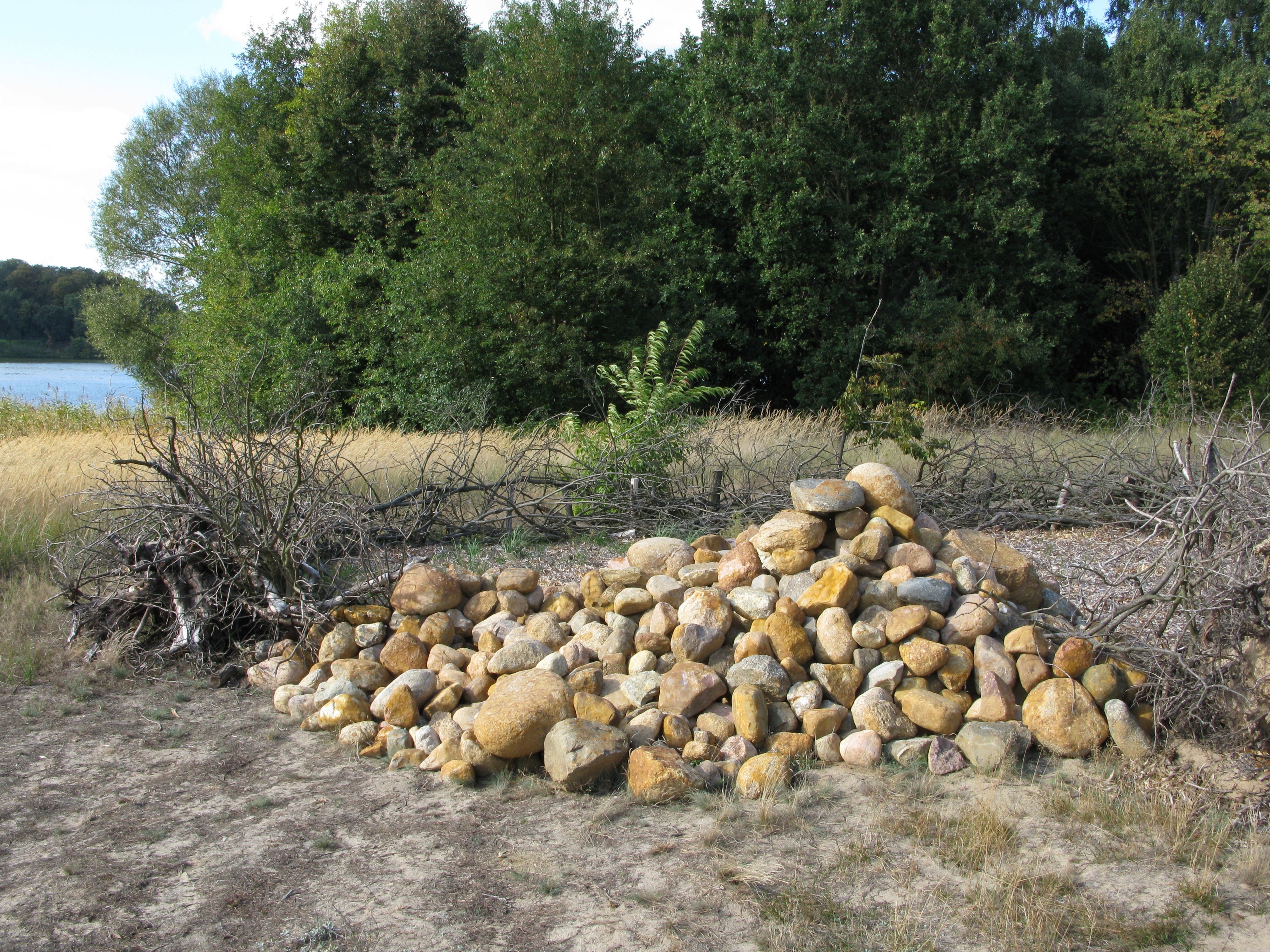
Lesesteinhaufen im Naturschutzgebiet Sacrower See und Königswald (Potsdam)
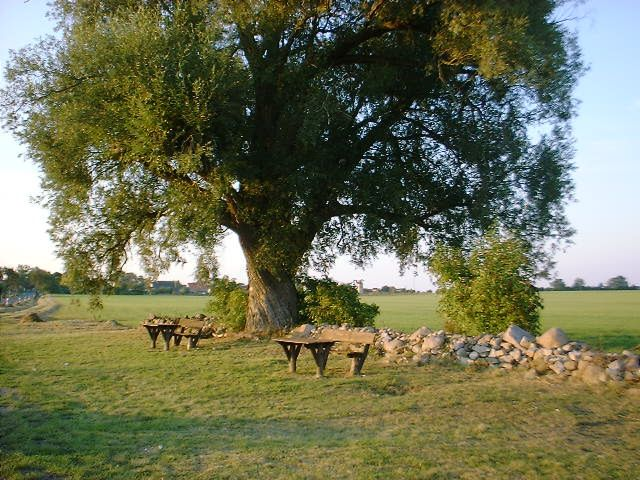
Rain mit Lesesteinwall in Nordostdeutschland
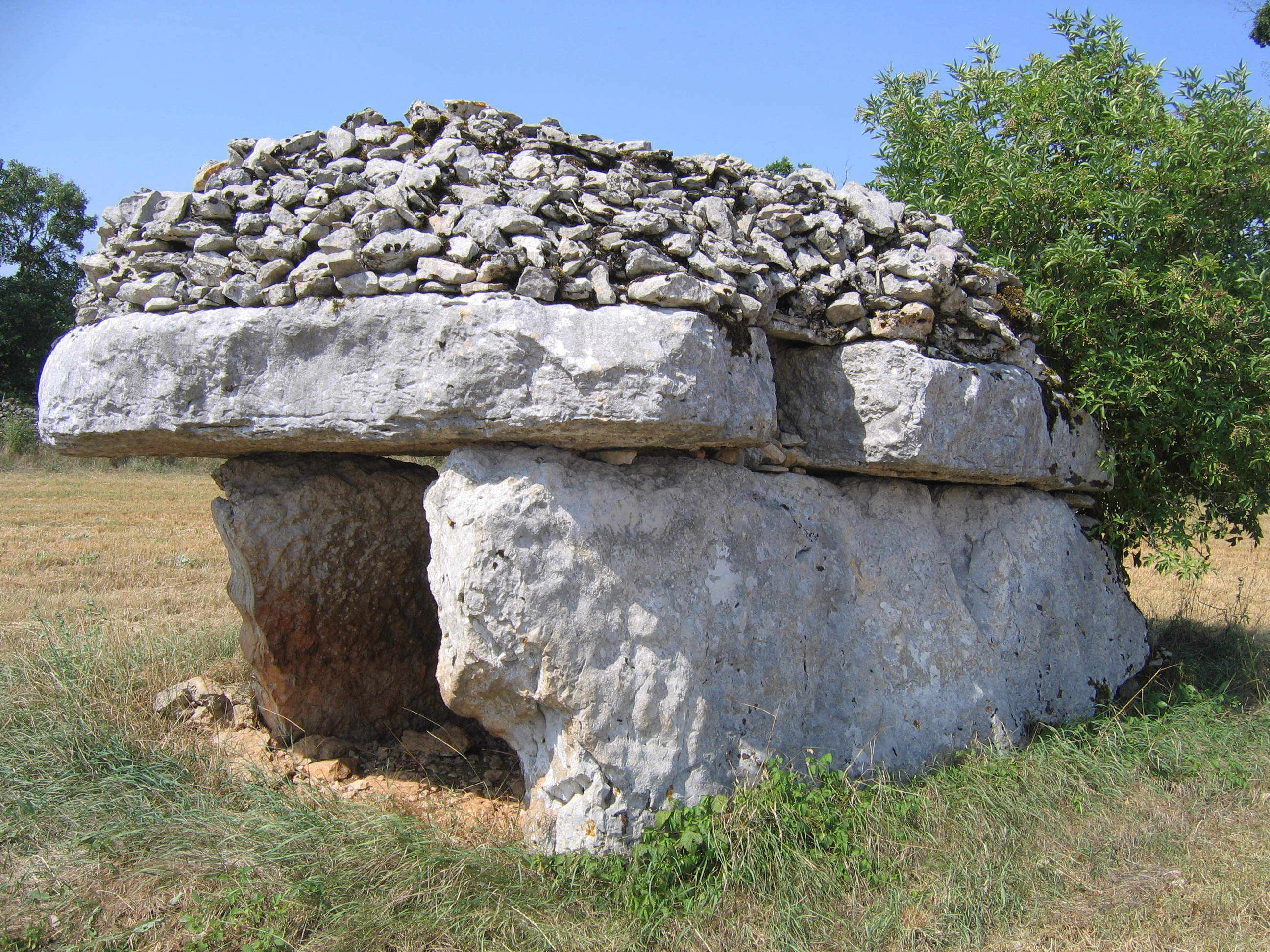
Lesesteine auf dem Dolmen von Verdier Petit
Lesesteinmauern aus Basalt umgeben Olivenbäume. Hauran-Gebiet in Syrien

## Lesestein als Baustein
Lesesteine wurden in vielen ländlichen Regionen der Welt (z. B. Irland, Mediterrangebiete) bei günstiger physikalisch-technischer Eignung neben Bruchsteinen zum Bau von Häusern (z. B. Trulli), Speichern und Unterständen verwendet. Sehr verbreitet ist bzw. war das Aufschichten von Lesesteinen an den Grundstücks- und Weidegebietsgrenzen zu Trockenmauern oder die Verwendung in Terrassenmauern an Hängen. Diese können unter Umständen als kulturhistorische Landschaftselemente gelten und schützenswert sein.
In den eiszeitlich beeinflussten Regionen Nordostdeutschlands, in denen kein Festgestein ansteht, sondern die Lesesteine aus den eiszeitlichen Lockergesteinen stammen, werden Lesesteine meist (auch umgangssprachlich) als Feldsteine bezeichnet. Da sie durch den glazialen Transport meist gut gerundet sind, lassen sie sich nicht schichten, sondern werden in Lesesteinhaufen oder -wällen bzw. Feldsteinhaufen gesammelt. Sie dienten in diesen Regionen vom Mittelalter bis in die Neuzeit hinein häufig als Baumaterial für Umfassungsmauern. Für das Herausarbeiten von Feldsteinquadern für Kirchen und Türme sind sie in der Regel zu klein, während die für Feldsteinquader geeigneten Findlinge zu schwer sind, um noch „aufgelesen“ werden zu können. 
Der Begriff Feldstein wird daher weniger im Sinne des geomorphologischen Begriffs Lesestein verwendet, sondern ist in erster Linie als Bezeichnung für einen Naturwerkstein in der Architektur (Feldsteinkirchen) und im Bauwesen (Feldsteinmauern) verbreitet.